# Агава паррасская
Агава паррасская (лат. Agave parrasana) — суккулент, вид рода Агава (Agave) семейства Агавовые (Agavaceae).

## Ботаническое описание

### Морфология
Листья примерно 30 см в длину и 10—16 в ширину, матово-зелёной окраски с голубовато-серым налётом. Верхняя сторона у листьев сильно вогнутая, края и конец с красно-коричневыми колючками.

### Размножение
Семенами и боковыми побегами.

### Природный ареал
Мексика (штат Коауила), склоны Сьерры-де-Паррас, на высоте 1400-2400 м.